# FFVS J 22
El FFV J 22 era un monoplano monomotor de combate desarrollado para la Fuerza Aérea Sueca durante la Segunda Guerra Mundial.

## Diseño y desarrollo
En el inicio de la Segunda Guerra Mundial, la Fuerza Aérea Sueca (Flygvapnet) solo disponía de una única Ala de Combate equipada en casi su totalidad con entre 60/50 unidades de los obsoletos cazas biplanos Gloster Gladiator (J8). Para aumentar en número y calidad sus escuadrones de caza, Suecia ordenó 120 Seversky P-35 (J9) y 144 Vultee P-66 Vanguard (J10) en los Estados Unidos. Sin embargo, cuando solo se habían entregado unos 60 J9, el 18 de junio de 1940 después de la ocupación alemana en Noruega, los Estados Unidos declararon un embargo contra la exportación de armas a cualquier país que no fuera Gran Bretaña. Como resultado, la Flygvapnet se enfrentó repentinamente con una escasez de cazas modernos. Se consideraron otras alternativas extranjeras: el finlandés VL Myrsky y el soviético Polikarpov I-16 no fueron considerados satisfactorios, y mientras el Mitsubishi A6M Zero estaba disponible, la entrega desde el Japón se consideró poco práctica. Se compraron un lote de 72 biplanos Fiat CR.42 Falco (J11) entregados en 1940 y 60 monoplanos Reggiane Re.2000 Falco (J20), en 1941, lo que constituyó solo una solución provisional.
Con la escasez de aviones y la compañía Saab a plena capacidad en la construcción del bombardero monomotor Saab 17 y el bimotor Saab 18, se creó para la producción de un nuevo caza, el Kungliga Flygförvaltningens Flygverkstad (Departamento de Factorías Aéreas) en Estocolmo, bajo la dirección del diseñador Bo Lundberg que agrupaba a más de 500 subcontratistas.
Se produjeron dos versiones del J22, diferenciados solo por la instalación del armamento; el J22A con dos ametralladoras de 7,92 mm y dos de 13,2 mm, del que se construyeron 143 unidades, mientras que el J22B llevaba cuatro ametralladoras de 13,2 mm.
La aeronave, designada J22, era un monoplano monoplaza de ala media cantilever de construcción mixta con fuselaje en tubo de acero revestido de contrachapado de abedul. El diseño del ala y del fuselaje eran convencionales, con el tren de aterrizaje principal de vía estrecha retrayéndose hacia atrás dentro del fuselaje, algo similar al caza monoplano con ala parasol Focke-Wulf Fw 159 de 1935. El motor SFA STWC3-G de catorce cilindros era una copia sueca del Pratt & Whitney R-1830 Twin Wasp, fabricado sin licencia en aquel momento, dándose el caso que fue obtenido a través de ingeniería inversa, aunque los derechos de licencia se pagaron más tarde (1 $US simbólico).
El J22 era muy apreciado por sus pilotos, poseía buena maniobrabilidad, controles sensibles y un buen rendimiento, los únicos fallos consistían en la escasa visibilidad estando en el suelo y la deficiente conducción en pista por un problema de rotación con la rueda de cola. Los últimos aviones fueron retirados en 1952.
El primero de los dos prototipos J 22 voló el 20 de septiembre de 1942 desde el aeropuerto de Bromma, donde, en sus cercanías, se había instalado la factoría para el montaje final de los subconjuntos. Entró en servicio en octubre de 1943, en el ala aérea F9 en Göteborg y más tarde en la F3 de Malmsätt. La última aeronave fue entregada en abril de 1946.

## Especificaciones de aeronave
Referencia datos: J22B Enciclopedia Ilustrada de la Aviación vol. 7 pag. 1.635

### Características generales
- Tripulación: 1
- Longitud: 7,8 m (25,6 ft)
- Envergadura: 10 m (32,8 ft)
- Altura: 2,6 m (8,5 ft)
- Superficie alar: 16 m² (172,2 ft²)
- Peso vacío: 2020 kg (4452,1 lb)
- Peso máximo al despegue: 2833 kg (6243,9 lb)
- Planta motriz:  radial 14 cilindros refrigerado por aire SFA STWC3-G.
  - Potencia: 783 kW (1050 HP; 1065 CV) cada uno.

### Rendimiento
- Velocidad nunca excedida (Vne): 575 km/h (357 MPH; 310 kt)
- Velocidad crucero (Vc): 440 km/h (273 MPH; 238 kt)
- Alcance: 1270 km (686 nmi; 789 mi)
- Techo de vuelo: 9300 m (30 512 ft)

### Armamento
- Ametralladoras:  4 x 13,20 mm M/39 A ( FN Browning M1939 )